# 迪比狗
《迪比狗》（英文：Dibidogs）是基于儿童的想象创作上，芬兰与中国联手制作的电视动画系列。这部动画片的目的是创造一个欢迎世界各地的儿童都参与的创意园地。迪比狗于2010年在芬兰频道MTV3和MTV3 Juniori（少儿）上映，在全球28个国家拥有超过五千万观众，其中大都集中在亚洲。

## 迪比狗的世界
迪比狗们生活在色彩缤纷的迪比狗星球上， 一个极其现代化的狗乐园。那儿的一切都是为狗狗们设计，连房子和电话都是骨头样式的。他们乘坐宇宙飞船出行，有时会去拜访邻近的星球。小狗们在国王宫殿旁的学校上学。

## 迪比狗的诞生
《迪比狗》的创始人是芬兰创造力教员Jim Solatie和他的家人。2005年夏天当Solatie一家在美国大峡谷驾车游时，两个孩子消磨时间时画出一些可爱的小狗，取名为迪比狗（Dibidogs）并给他们创作了一些故事。

一年后Jim从报纸上得知中国政府为支持国产动画，中国电视频道不再在黄金时段播放外国儿童节目。于是Jim开始考虑将迪比狗制作成中国动画片。Jim来到中国会见了十几家动画制作室，最终与广州蓝弧文化传播有限公司成为合作伙伴。这部动画片由孩子的想象力创作出剧情和人物对蓝弧来说十分新颖有趣。 动画片的很多视觉元素诞生于制作公司在中国举办的一次儿童创作乐园，例如一个男孩为迪比狗们画出了他们的家园--迪比狗星球。

## 人物
阿迪是一个热爱冒险，活泼调皮的小学生。阿迪的爸爸是一位宇宙飞船船长，妈妈是图书管理员，哥哥小帅学习如何成为一名下水道督察员。

豆豆公主是国王的小女儿，阿迪的同班同学。豆豆很聪明，情感丰富，并且不喜欢大家把她当作王室对待。

咪咪也是阿迪和豆豆公主的同班同学。可爱的咪咪不但疯狂的喜爱波尔卡圆点蝴蝶结，还很迷恋阿迪。

茜茜公主是国王的大女儿，豆豆公主的大姐。她可是一位喜欢被人崇拜的真正的公主。

国王是迪比狗星球公正的统治者。

影子们是神秘的黑暗人物。他们的身份直到第一季动画片的结尾才会被揭晓。

仙人掌猫来自一个邻近星球。他们的身后经常能发现神秘的老鼠尾巴的影子。

月亮狼居住在另一个附近的星球上，是迪比狗们强壮的远亲。

## 荣誉
2010年《迪比狗》和其芬兰制作公司Futurecode进入法国戛纳电视节（MIPTV）儿童评审团大奖（MipJunior Kid's Jury）和MipCOM Global Licencing两项的决赛。

2011年《迪比狗》获得了戛纳电视节CC Ventures大奖。该奖项是由私人股权投资者评选出的年度最具创意作品。

2014年《迪比狗》荣获由芬兰影视出口机构Favex颁发的出口视听作品奖Hulda。

## 相关产品
DIbitales，一个让孩子们可以制作自己的3D动画的iPad应用程序。

迪比狗系列图书及童装中加入了由芬兰国家技术研究中心VTT实施的增强现实技术（Augmented reality）。只要将网络摄像头对准书中或衣服上的标记，小朋友们就可以在屏幕上与迪比狗们互动。